# Аттал II
Аттал II, Аттал Філадельф (дав.-гр. Ἄτταλος Φιλάδελφος, 220 — 138 до н. е.) — володар Пергама у 160 — 138 до н. е., син Аттала I, брат Евмена II.
За правління свого брата виконував важливі військові і дипломатичні доручення. Зокрема, вів перемовини з римлянами і керував обороною столиці від Антіоха III. Після замаху на Евмена II, коли вважали, що цар зник безвісти (172 р. до н. е.), взяв на себе керівництво державою і навіть одружився з дружиною брата. Проте, як тільки стало відомо, що Евмен живий, одразу повернув престол і дружину братові, за що й отримав прізвисько Філадельф (дав.-гр. Φιλάδελφος), тобто «Братолюбний». Під час війни з Македонією був постійним пергамським представником у римському війську, і римляни довіряли йому більше аніж Евмену. Проте пропозицію передати йому владу над Пергамом Аттал II відхилив.
Царем Аттал II став лише після смерті брата — у 160 до н. е.. У 159 до н. е. на березі Середземного моря заснував місто, що отримало назву Атталія (нинішня Анталія). У 156 — 154 до н. е. змушений був вести війну з царем Віфінії Прусієм II, що завершилася втручанням Рима, який змусив Прусія не лише повернути захоплені території, але й сплатити компенсацію за нанесену шкоду.